# Kwesi
Kwesi ist ein männlicher ghanaischer Vorname. In Ghana werden die Neugeborenen, in alter Tradition, nach Wochentagen benannt. Kwesie bedeutet so viel wie Sonntag. Für Mädchen und Familien mit Kindern, welche am selben Wochentag geboren sind, gibt es entsprechende Abwandlungen.

## Bekannte Namensträger
- Albert Kwesi Ocran (1929–2019), ghanaischer Politiker, Militärperson
- James Kwesi Appiah (* 1959), ghanaischer Fußballspieler und Fußballtrainer
- Kwesi Ahoomey-Zunu (* 1958), togoischer Politiker und Premierminister
- Kwesi Appiah (* 1990), ghanaischer Fußballspieler
- Kwesi Botchwey (1944–2022), ghanaischer Politiker und Hochschullehrer
- Kwesi Browne (* 1994), Radsportler aus Trinidad und Tobago
- Linton Kwesi Johnson (* 1952), britischer Dichter und Reggae-Musiker
- Paa Kwesi Nduom (* 1953), ghanaischer Staatsminister für die Reform des öffentlichen Sektors